# FK Zjemtsjoezjina Sotsji

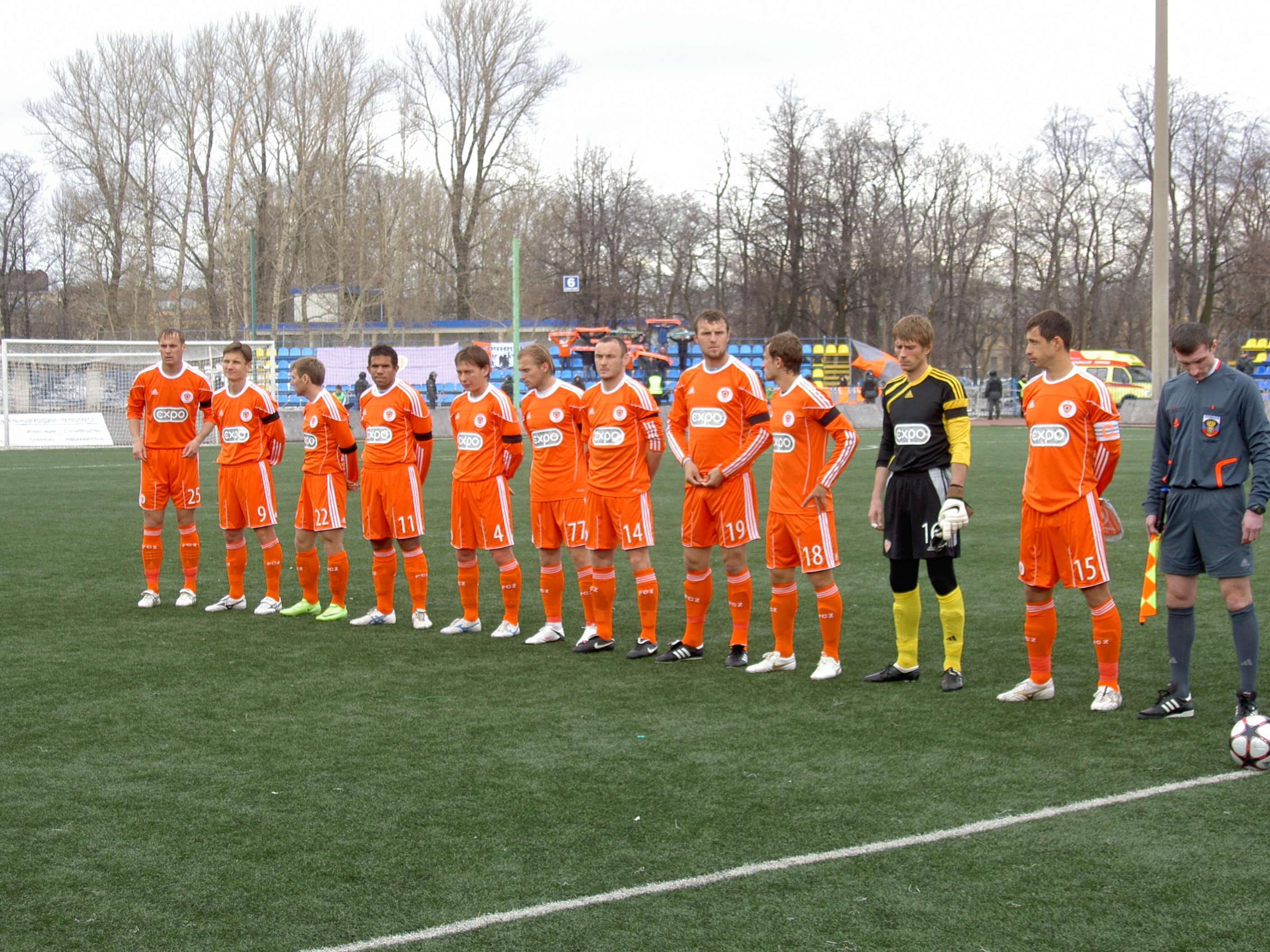
Team van 2010

FK Zjemtsjoezjina Sotsji (Russisch: Футбольный клуб Жемчужина-Сочи) was een Russische voetbalclub uit Sotsji.
De club werd in 1991 opgericht en speelde in de tweede divisie van de Sovjet-Unie. De club is vernoemd naar een hotel en de naam betekent parel. In 1992 ging de club in de Russische eerste divisie spelen. Daar won de club meteen haar zonekampioenschap en promoveerde in 1993 naar de Premjer-Liga. In 1999 degradeerde Zjemtsjoezjina Sotsji en een jaar later opnieuw nu naar de Russische tweede divisie. In 2003 ging de club failliet.
De voormalige voorzitter van Zjemtsjoezjina richtte in 2004 een nieuwe club op. Sotsji-04 speelde enkele jaren in de tweede divisie en ging begin 2009 failliet.
In 2007 werd een andere club opgericht. Zjemtsjoezjina-A ging in de amateurklasse spelen en promoveerde in 2008 naar de tweede divisie. Dat jaar werd ook de naam van de oude club weer aangenomen en in 2010 promoveerde Zjemtsjoezjina Sotsji weer naar de eerste divisie. In augustus 2011 trok de club zich wegens financiële problemen terug. In 2012 werd de club opgeheven.

## Bekende (oud-)spelers
- Gotsja Gogritsjiani
- Kanat Moesataev
- Michal Papadopulos
- Aleksandr Zotov

## Trainer-coaches
- Anatoli Bajdatsjny
- Stanislav Tsjertsjesov